# Witalij Sitnikow
Witalij Siergiejewicz Sitnikow, ros. Виталий Сергеевич Ситников (ur. 20 października 1981 w Niżnym Tagile) – rosyjski hokeista.

## Kariera
- Torpedo 2 Jarosław (1996/1997)
- Sputnik 2 Niżny Tagił (1999-2003)
- Sputnik Niżny Tagił (2000-2006)
- HK MWD Bałaszycha (2006-2007)
- Awtomobilist Jekaterynburg (2007-2011)
- Jugra Chanty-Mansyjsk (2011-2016)
- Siewierstal Czerepowiec (2016)
- Saryarka Karaganda (2017)
- Sputnik Niżny Tagił (2017)
- HC 07 Detva (2018)
- PSK Sachalin (2018)

Wychowanek Sputnika Niżny Tagił. Od stycznia 2011 do kwietnia 2016 zawodnik Chanty-Mansyjsk. Od maja do listopada 2016 zawodnik Siewierstali Czerepowiec. Od stycznia 2017 zawodnik Saryarki Karaganda. Od czerwca 2017 ponownie zawodnik macierzystego Sputnika. Na początku stycznia 2018 dołączył do słowackiej drużyny HC 07 Detva. Od sierpnia do listopada 2018 był zawodnikiem zespołu PSK Sachalin.